# 烏蘇米施可汗
烏蘇米施可汗（？—744年），後突厥可汗，左设判阙特勤之子。
742年，骨咄叶护可汗被拔悉密、回紇、葛邏祿三部所杀，拔悉密酋長自立為頡跌伊施可汗。突厥餘眾共立烏蘇米施可汗，以其子葛腊哆为西杀（右设）。唐玄宗想招降烏蘇米施可汗，派尹招倩出使，可汗不理，唐玄宗派朔方節度使王忠嗣率重兵屯守碛口，烏蘇米施惧怕，请降，但是拖延不至。王忠嗣联合拔悉密、回紇、葛邏祿三部攻击烏蘇米施可汗，将其击溃。烏蘇米施逃走，葛腊哆率众降唐。744年八月，烏蘇米施可汗被拔悉密部阿史那施所杀，传首长安。

### 文献
- 《资治通鉴》卷第215

| 前任： 頡跌伊施可汗 | 后突厥可汗 742年—744年 | 繼任： 白眉可汗 |